# Sham
Sham (alpha Sagittae) is een ster in het sterrenbeeld Pijl (Sagitta).
De ster staat ook bekend als Alsahm, in het verleden waren de namen van deze ster in gebruik voor het hele sterrenbeeld Pijl.